# دان أرمسترونغ
دان أرمسترونغ (بالإنجليزية: Dan Armstrong)‏ هو صانع آلة موسيقية ‏ أمريكي، ولد في 7 أكتوبر 1934 في بيتسبرغ في الولايات المتحدة، وتوفي في 8 يونيو 2004 في لوس أنجلوس في الولايات المتحدة.